# دار نشر جامعة كولومبيا

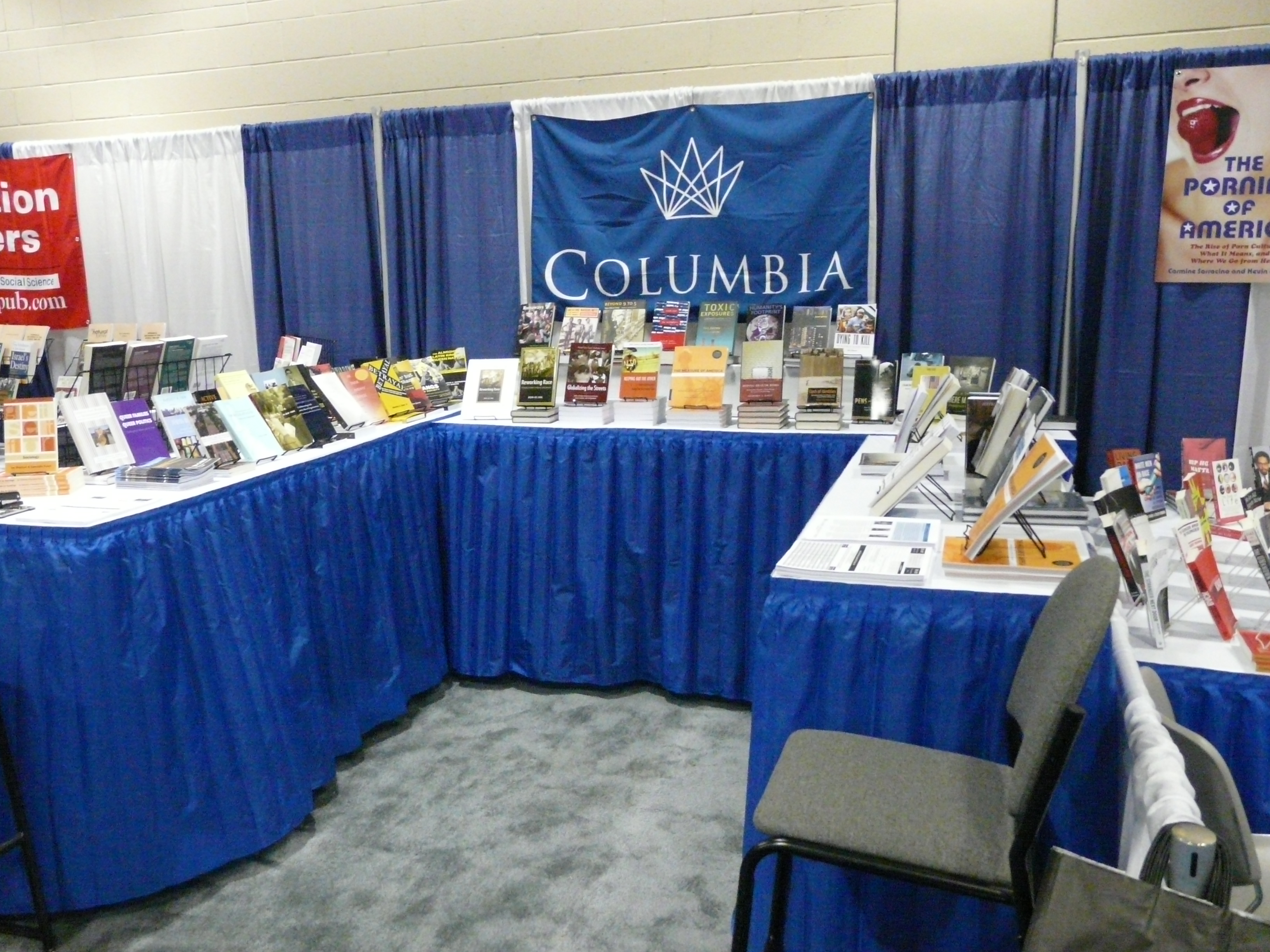
كشك مؤتمر 2008

دار نشر جامعة كولومبيا هي دار نشر جامعة مقرها نيويورك، وتنتسب إلى جامعة كولومبيا. مديرها الحالي هي جينيفير كرو Jennifer Crewe ‏(2014–الآن). تأسست في 1893.